# Vilafranca (Gers)
Vilafranca (en francès Villefranche) és un municipi francès situat al departament del Gers i a la regió d'Occitània.

## Geografia

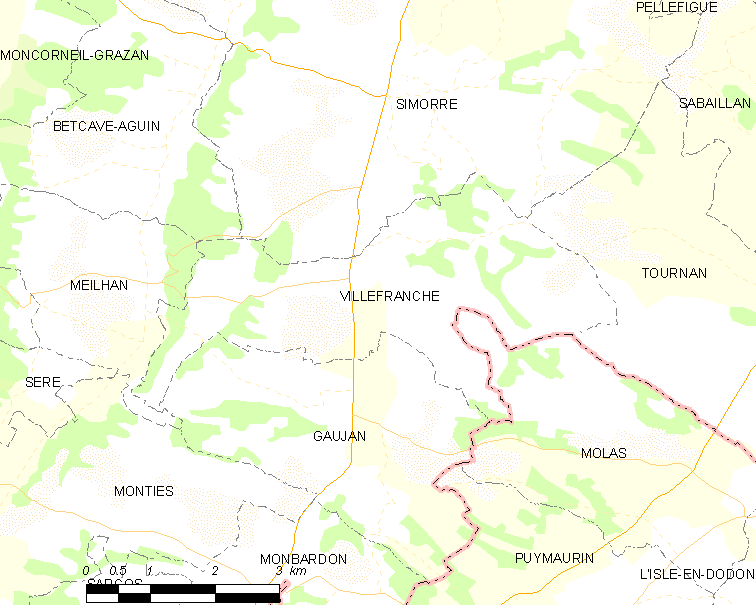
Mapa de Vilafranca

## Administració i política
| Període   | Identitat           | Partit |
| --------- | ------------------- | ------ |
| 2001-2008 | Maurice Péres       |        |
| 2008-2014 | Claude Solles Vidou |        |
| 2014-     | Bernard Monlibos    |        |

## Demografia

Població 1962-2008

| 1962                                       | 1968 | 1975 | 1982 | 1990 | 1999 | 2006 |
| ------------------------------------------ | ---- | ---- | ---- | ---- | ---- | ---- |
| 246                                        | 213  | 180  | 154  | 153  | 138  | 163  |
| Des de 1962: població sense dobles comptes |      |      |      |      |      |      |